# Dorogi Futball Club
El Dorogi Futball Club és un club de futbol hongarès de la ciutat de Dorog.

## Història
El Dorogi va néixer l'any 1914. El club va ser finalista de la Copa d'Hongria la temporada 1951-52.
Evolució del nom:
- 1914-1922: Dorogi Athlétikai és Futball Club
- 1922-1949: Dorogi Athlétikai Club
- 1949-1951: Dorogi Tárna
- 1951-1967: Dorogi Bányász SK
- 1967-1983: Dorogi Atlétikai Club
- 1983-1995: Dorogi Bányász SC
- 1995-1997: Dorogi Sport Egyesület
- 1997-1998: Budalakk Konzorcium FC Dorog
- 1998-avui: Dorogi Futball Club

## Futbolistes destacats
- Gyula Grosics
- Jenő Buzánszky